# Charles Lallemand (Geodät)

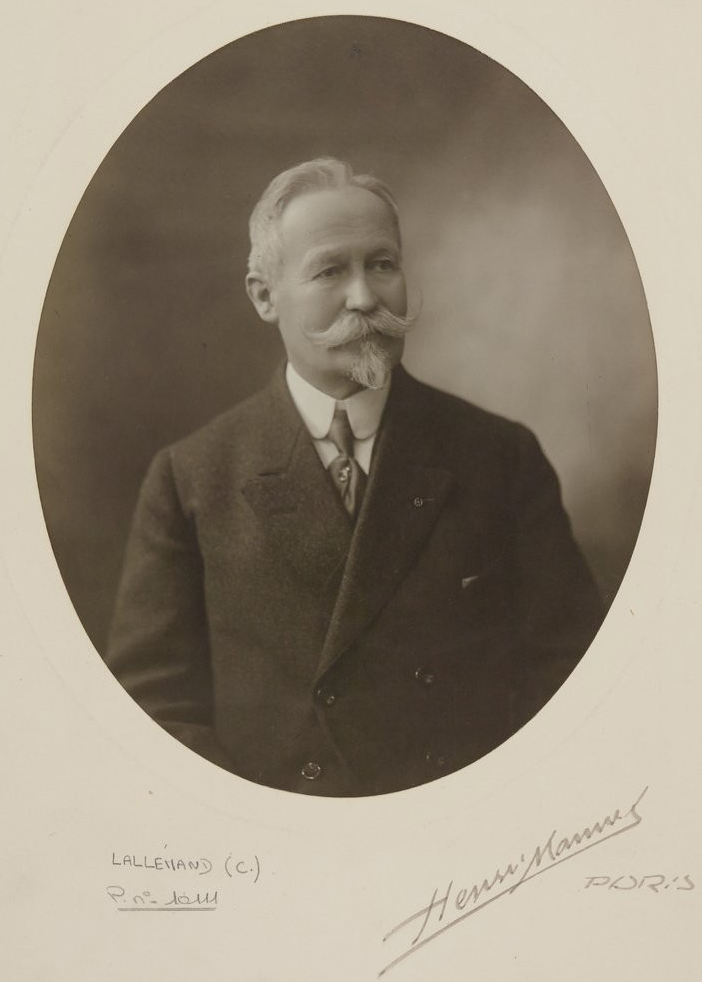
Charles Lallemand (1857–1938)

Charles Lallemand (* 7. März 1857 in Saint-Aubin-sur-Aire; † 1. Februar 1938 in Bussy-le-Repos (Marne), Département Haute-Marne) war ein französischer Geodät.

## Leben
Er studierte ab 1874 an der École polytechnique und später an der Ecole des Mines in Paris. Danach arbeitete er Sekretär des Conseil général des Mines. Ab 1881 war er mit der Organisation einer Neuvermessung Frankreichs beauftragt, die unter dem Minister für öffentliche Arbeiten Charles de Freycinet initiiert wurde, um Voraussetzungen etwa für den umfangreichen Ausbau des Eisenbahnnetzes zu schaffen. Lallemand leistete dabei auch wichtige technische Beiträge zur Geodäsie und den dabei verwendeten Instrumenten und Rechenverfahren (auf der Weltausstellung 1889 stellte er eine Addiermaschine vor). Der Erfinder der Nomographie Maurice d’Ocagne war lange sein Assistent.
Er war Herausgeber des Geodäsie-Bandes in der französischen Ausgabe der Enzyklopädie der mathematischen Wissenschaften (1915).
1910 wurde er Mitglied der Académie des sciences und 1926 ihr Präsident. Er war Kommandeur der Ehrenlegion. 1917 wurde er Mitglied des Bureau des Longitudes. Von 1919 bis 1933 stand er als Präsident der Internationalen Union für Geodäsie und Geophysik vor.
Er starb an einer Nervenentzündung infolge einer Gürtelrose.
Nach Charles Lallemand ist der Lallemand-Fjord an der Westküste der Antarktischen Halbinsel benannt.